# Schlachten des Weltkrieges
Schlachten des Weltkrieges war eine nach dem Ersten Weltkrieg erschienene Buchreihe, bearbeitet und herausgegeben im Auftrag und unter Mitwirkung des Reichsarchives.
Die Reihe erschien im Stalling-Verlag zu Oldenburg.
Insgesamt erschienen 36 Bände. Neben der Schilderung der Schlacht- und Kampfverläufe kamen auch so genannte Mitkämpfer zu Wort.